# Anders Eriksson i Nordkärr
Anders Eriksson (i riksdagen kallad Eriksson i Annolfsbyn och senare Eriksson i Nordkärr), född 10 mars 1794 i Skålleruds församling, Älvsborgs län, död 31 mars 1870 i Holms församling, Älvsborgs län, var en svensk politiker.
Eriksson företrädde bondeståndet i Nordals, Sundals och Valbo härader vid ståndsriksdagarna 1844–1845, 1850–1851, 1856–1858, 1859–1860, 1862–1863 och 1865–1866. Han var vice talman i bondeståndet vid riksdagarna 1862–1863 och 1865–1866.